# 西洋岛
西洋岛，旧称蜘蛛岛，是中国福建省霞浦县下辖的一个岛屿，也是海岛乡的主岛及行政中心，位于霞浦县东南近海，与东北部的浮鹰岛距离5海里，距离大陆下浒镇6海里、霞浦县城关约20海里。因岛附近的洋屿岛上有英国人建造的导航灯塔，自大陆来此岛的人看到英国人后误以为到了西洋地界，故得名西洋岛。:98

## 历史沿革
西洋岛的建置可追溯至唐朝时期，其时西洋岛属连江县辖。北宋元豐四年（1081年），西洋岛属福建路连江县永福乡崇德里，元朝起属二十六都，由于交通不便，此前的朝代并未在当地设立行政机构，仅有军事驻防。明初，来自长乐、连江等地的渔民来西洋岛上定居，岛民逐渐增多，到嘉靖年间，由于倭寇侵扰福建沿海，当局在岛上设立了岗哨和用于报警的烟墩；郑成功攻下臺灣后，因时常将馬祖列島作为反清复明的基地，清政府遂于顺治八年（1661年）对岛民实施内迁和海禁政策，西洋岛一度成为荒岛，直到康熙十九年（1680年）才重新开始有岛民定居。:134
在清初，臺灣渔民到大陆活动时时常途经西洋岛地带，也有臺灣渔民定居在西洋岛，在当地安家。清朝至民国中期，西洋岛均属连江县第八区，后福建省在西洋岛设立西洋乡。第一次国共内战时期，中国共产党在当地活动，建立起第一支红军海上游击队，后被国军消灭。民国24年（1935年），国民政府推行保甲制，西洋乡与南竿、北竿两乡合为竿西联保，1937年9月10日，竿塘一带遭日军侵占，1939年秋林义和在竿塘地区抢走当地警备队枪支，与日军在厦门的机构兴亚院挂钩。抗日战争结束后，复设竿塘乡与西洋乡。
1949年连江县大部被中国人民解放军占领后，仍处于中華民國控制下的西洋乡和竿塘、东涌等乡于1950年12月归入馬祖行政公署，废除保甲制，西洋岛上设立了西洋区公所，下辖若干村和伍，李贵渔担任西洋区公所区长。1953年，国军因战线过长、兵力调配不足，自东涌以北的西洋岛及台山、浮鹰、四礵等岛撤离，中国人民解放军占领西洋岛后，俘获区长李贵渔，原属连江县的西洋岛与原属霞浦县的浮鹰岛、四礵列岛等地合并建立海岛区（即今海岛乡），划归霞浦县辖。:134
目前，西洋岛由于地处臺海前线，中华人民共和国将其划入“一类艰苦岛屿”，有中国人民解放军东部战区的海防连在岛上驻防，并接受每日70元人民币的补贴。

## 地理交通贸易
西洋岛地势北高南低，岛内最高处为烟台顶，海拔220.6米，岸坡较为陡峭。目前，西洋岛与大陆之间没有架设跨海大桥，乘船自大陆到西洋岛可自三个地点出发：霞浦县下浒镇（船程40分钟）、蕉城区三都镇城澳（船程90-100分钟）、连江县苔菉镇（船程60-70分钟）。但岛内交通并不便利，在岛上各处的沙滩景点来回游玩需租用拖拉机或步行。西洋岛有洋屿、横屿等附属岛屿，洋屿航标灯塔被列入霞浦县文物保护单位名录。
西洋岛湾澳较多，距离东引岛、亮岛不到10海里，到达基隆港仅需10航时，因此早在两岸关系尚十分紧张的1987年，西洋岛便与马祖列岛及臺灣有贸易往来，西洋渔民到东引既要躲避中华人民共和国方面的缉私船，又要防备中华民国方面的抓捕和炮击。后海岛乡允许西洋岛设立臺轮停泊点，才使得双方贸易合法化。2019年4月28日，西洋、东引两岛进一步缔结为友好乡镇姐妹岛。

## 行政区划
中华民国时期，西洋岛以岛为单位建立了西洋乡，马祖行政公署成立后，废除乡公所，改制为西洋区公所，直至岛屿失守。

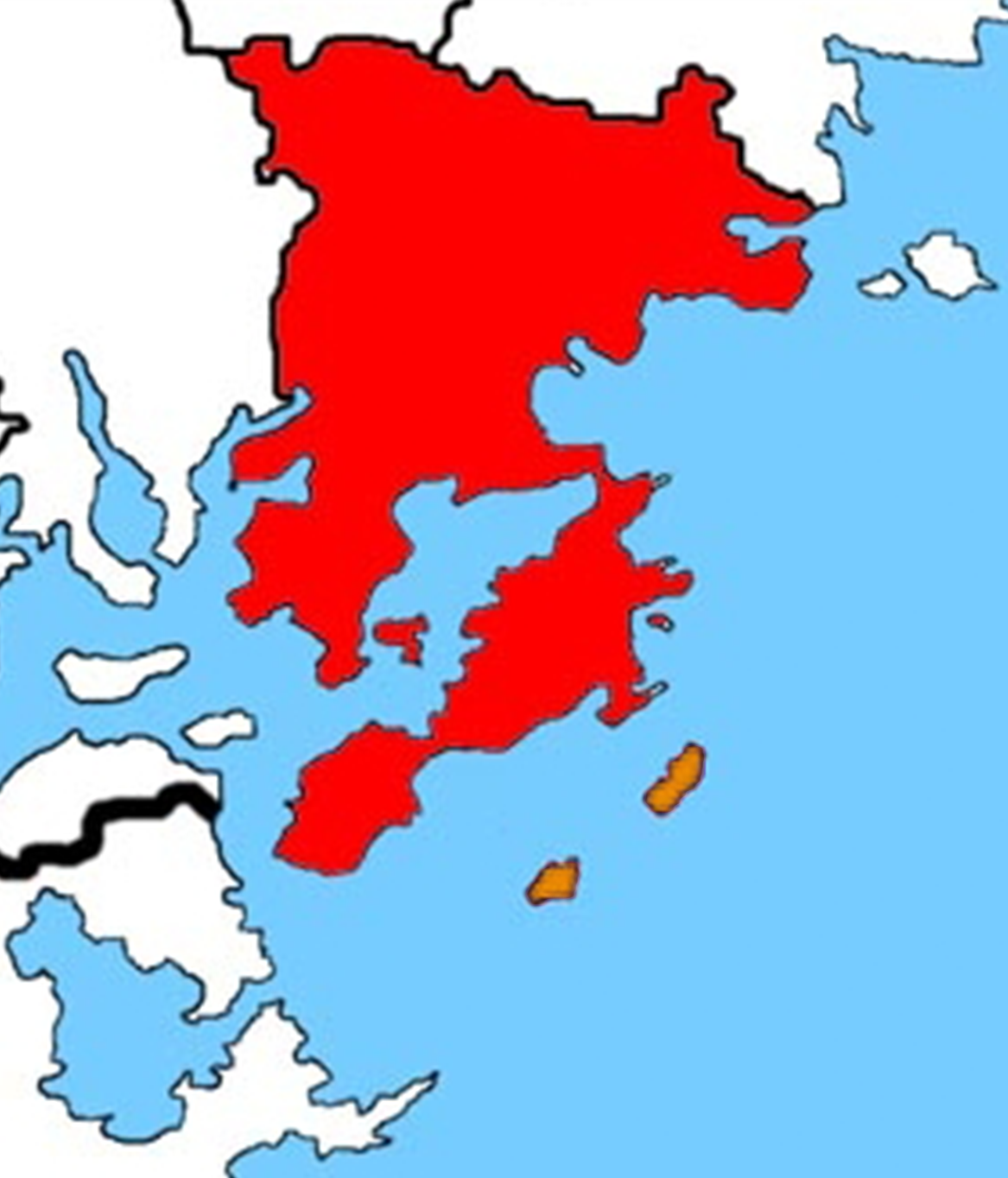
海岛乡（橙色）位于霞浦县（红色）的位置，其中西南方的岛屿为西洋岛。

中华人民共和国接管西洋岛后，将西洋岛定为海岛乡乡治所在地，海岛乡的3个行政村位于西洋岛上：宫东村、宫西村和烟台村，此外还有一支捕捞队（类似村级行政单位）属乡管辖。

## 景点
- 附属岛屿：小西洋岛、马剌岛
- 横屿灯塔：位于西洋岛东侧的横屿岛，建于光绪三十三年（1908年），由英国人建造。[12]
- 爱国主义教育阵地：暗炮连防空洞
- 龟澳沙滩、北澳沙滩[13]